# Klub Sportowy Widzew Łódź
Il Widzew Łódź (nome completo: Klub Sportowy Widzew Łódź Spółka Akcyjna) è una società calcistica polacca con sede nella città di Łódź. Milita attualmente nella Ekstraklasa, la prima divisione del campionato polacco.
Fondata nel 1922, nella sua storia ha vinto quattro campionati polacchi, una Coppa e una Supercoppa di Polonia. In ambito europeo il massimo risultato è il raggiungimento delle semifinali della Coppa dei Campioni 1982-1983, dove fu sconfitto dalla Juventus.

## Storia

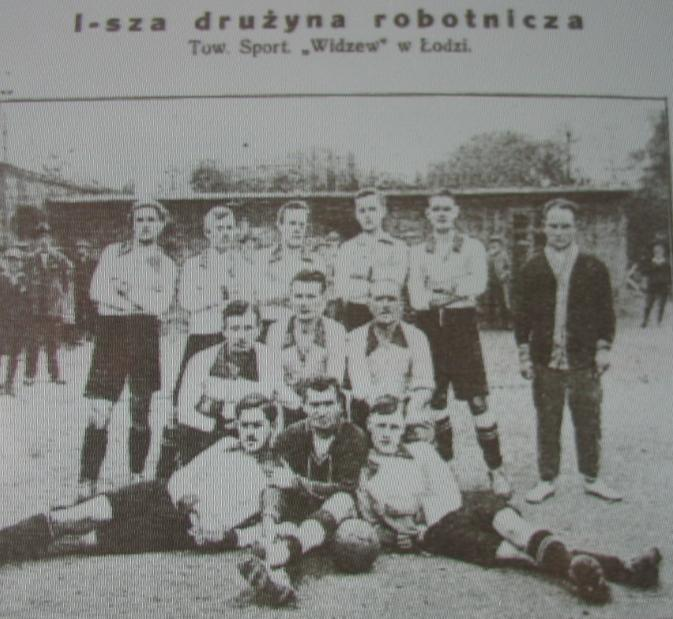
Il Widzew Łódź nel 1924

Il Widzew Łódź viene fondato il 5 novembre 1910 a Łódź. A quel tempo in Polonia una manifestazione nazionale non è ancora stata creata, così comincia a giocare nel campionato cittadino.
Gioca il primo campionato in massima divisione nel 1948, ma si classifica ultimo e quindi retrocede. Una nuova retrocessione avviene nel 1952, al terzo livello, e fino alla stagione 1972/73 non sale mai oltre questa soglia. In quell'occasione la squadra torna in seconda divisione, mentre due anni dopo riconquista la massima divisione.
Il Widzew si ambienta subito nella nuova categoria, tanto che al secondo anno, nel campionato 1976-1977, è già vicecampione. Esordisce così nelle competizioni europee nella Coppa UEFA 1977-1978; qui, dopo aver eliminato gli inglesi del Manchester City viene eliminato nei sedicesimi dagli olandesi del PSV. Il Widzew si classifica secondo anche nel campionato 1978-1979, ed ottiene un'altra partecipazione alla Coppa UEFA, che viene però conclusa al primo turno. È nuovamente secondo nel campionato 1979-1980; nella successiva Coppa UEFA 1980-1981 la squadra elimina prima il Manchester United poi la Juventus, quest'ultima ai tiri di rigore: il penalty decisivo che elimina gli italiani viene segnato dal futuro bianconero Zbigniew Boniek. Viene eliminato negli ottavi dall'Ipswich Town, che sarà poi finalista.

Zbigniew Boniek capitano del Widzew Łódź nel 1980

Nella stagione 1980-1981 il Widzew può finalmente festeggiare il primo titolo nazionale, staccando in classifica finale il Wisła Cracovia di due punti. Nella Coppa dei Campioni 1981-1982 viene sorteggiato al primo turno con l'Anderlecht che vince entrambi gli incontri ed elimina subito i polacchi. Il Widzew vince però un secondo titolo consecutivo; stavolta la partecipazione alla Coppa dei Campioni è ben più soddisfacente: la squadra elimina facilmente i maltesi dell'Hibernians, tocca poi gli austriaci del Rapid Vienna, ed infine al Liverpool. Incontra di nuovo la Juventus, questa volta in semifinale. All'andata a Torino la partita finisce 2-0 per i padroni di casa, ma il 2-2 in Polonia qualifica per la finale di Atene la squadra italiana. Negli anni a seguire, il Widzew ottiene due secondi posto consecutivi nel 1982-1983 e nel 1983-1984, a cui fanno seguito due partecipazioni alla Coppa UEFA in cui i polacchi non vanno oltre gli ottavi di finale.
Nel campionato 1984-1985 il Widzew si classifica terzo, ma quella stagione sarà ricordata soprattutto per la prima vittoria della Coppa di Polonia. Nell'unica partecipazione alla Coppa delle Coppe però, il Widzew viene eliminato al primo turno dai turchi del Galatasaray. Negli anni a seguire, dopo un altro terzo posto nel campionato 1985-1986 ed un'altra partecipazione alla Coppa UEFA si assiste ad un calo nei risultati, fino al quindicesimo posto nella stagione 1989-1990 che costa al club la retrocessione in seconda divisione. Tuttavia il Widzew si classifica subito al secondo posto, e riesce a risalire immediatamente al massimo livello. Si classifica terzo nel campionato 1991-1992, che vale la qualificazione alla Coppa UEFA 1992-1993, ma viene eliminato al primo turno dai tedeschi dell'Eintracht Frankfurt con un pesante passivo di 11-2.

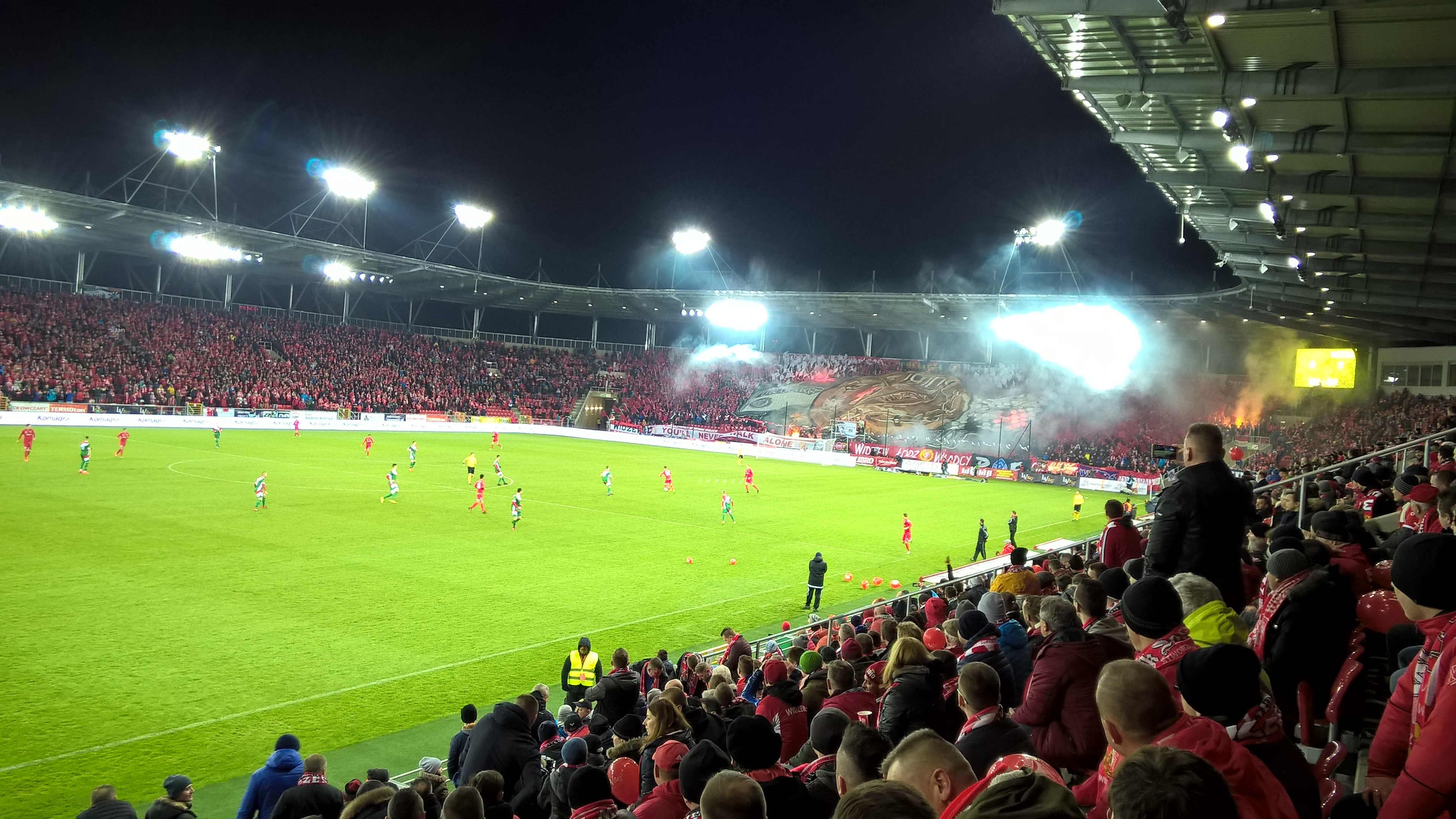
Lo Stadio municipale del Widzew Łódź, riaperto nel 2017 dopo la totale ricostruzione.

Una nuova vittoria del campionato, la terza, arriva al termine della stagione 1995-1996, a cui fa seguito la Supercoppa. La stagione successiva il Widzew fa il suo debutto nella nuova Champions League, dove elimina nel turno preliminare i campioni danesi del Brøndby. Accede poi alla fase a gruppi, e qui viene sorteggiato con l'Atlético Madrid, il Borussia Dortmund e la Steaua Bucurest. Finisce a pari punti con i romeni ma si classifica terzo grazie alla differenza reti, venendo ugualmente eliminato. Anche nella stagione successiva conquista il titolo polacco, il quarto. Nella successiva Champions League è nettamente sconfitto dal Parma al secondo turno preliminare, e viene quindi eliminato. Una nuova partecipazione alla Champions League avviene nella stagione 1999-2000: in campionato la squadra si classifica secondo alle spalle del Wisła, ma una squalifica internazionale della squadra di Cracovia fa sì che sia il Widzew secondo a partecipare alla più importante manifestazione continentale per club. Tuttavia la Fiorentina elimina i polacchi nel terzo turno preliminare. In conseguenza di questo risultato la squadra accede alla Coppa UEFA 1999-2000, ma viene eliminata al secondo turno dal Monaco.
Gli anni duemila sono caratterizzati da una serie di piazzamenti in cui il Widzew raramente si classifica nella metà superiore della classifica, fino al campionato 2003-2004 dove arriva ultimo e viene quindi retrocesso. Il Widzew trascorre due campionati in seconda divisione prima di disputare nuovamente il massimo campionato; dopo altrettanti campionati in Ekstraklasa è di nuovo retrocesso. Vince subito la seconda divisione ma non viene promosso, l'anno successivo si classifica di nuovo primo, ed ottiene finalmente la promozione. Conclude la Ekstraklasa 2010-2011 in nona posizione, mentre l'anno successivo è undicesimo.
Il 25 luglio 2020, nonostante la sconfitta interna contro lo Znicz Pruszkow, viene promosso in I Liga dove mancava da 5 cinque stagioni.

## Cronologia dei nomi
- 1910 : TMRF Łódź
- 1922 : Widzew Łódź
- 1946 : RKS OM TUR Łódź
- 1949 : Widzew Łódź

## Rose delle stagioni precedenti
- 2010-2011
- 2013-2014

## Palmarès

### Competizioni nazionali

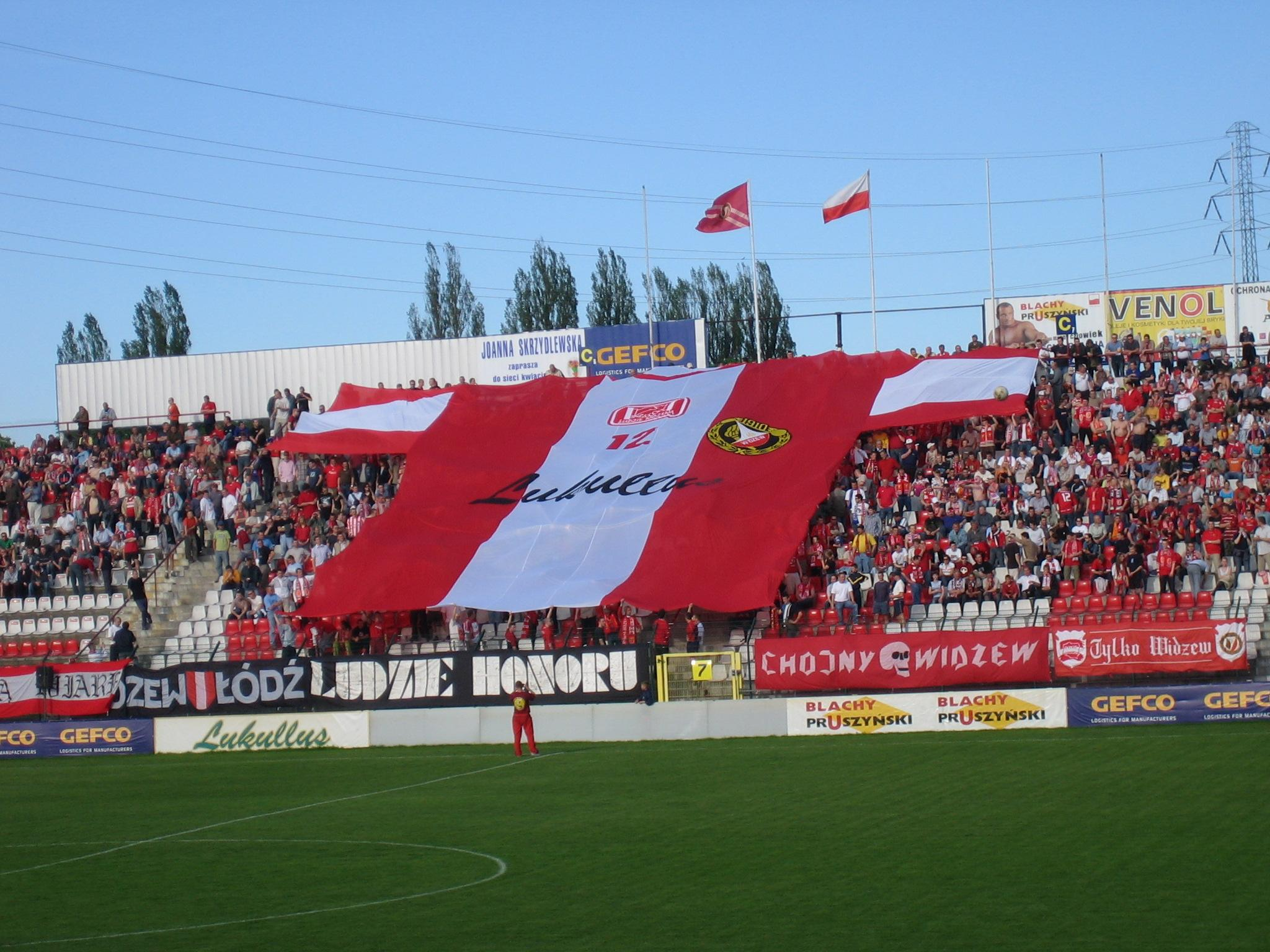
Tifosi del Widzew Łódź

- Campionato polacco: 4

1980-1981, 1981-1982, 1995-1996, 1996-1997
- Coppa di Polonia: 1

1984-1985
- Supercoppa di Polonia: 1

1996
- Campionato polacco di seconda divisione: 5

1974-1975, 1990-1991, 2005-2006, 2008-2009, 2009-2010
- III liga: 1

2017-2018 (gruppo 1)

### Competizioni internazionali
- Coppa Intertoto: 2

1976, 1982

### Altri piazzamenti
- Campionato polacco:

Secondo posto: 1976-1977, 1978-1979, 1979-1980, 1982-1983, 1983-1984, 1994-1995, 1998-1999
Terzo posto: 1984-1985, 1985-1986, 1991-1992
- Coppa di Polonia:

Semifinalista: 1995-1996, 1996-1997, 1998-1999, 2002-2003
- Supercoppa di Polonia:

Finalista: 1997
- II liga:

Secondo posto: 2019-2020
- Coppa di Lega polacca:

Finalista: 1977
- Coppa dei Campioni:

Semifinalista: 1982-1983

## Rosa 2025-2026
| N. |                       | Ruolo | Calciatore                      |
| -- | --------------------- | ----- | ------------------------------- |
| 1  | Polonia (bandiera)    | P     | Rafał Gikiewicz                 |
| 3  | Slovacchia (bandiera) | D     | Samuel Kozlovský                |
| 4  | Polonia (bandiera)    | D     | Mateusz Żyro                    |
| 5  | Cipro (bandiera)      | D     | Stelios Andreou                 |
| 6  | Albania (bandiera)    | C     | Juljan Shehu                    |
| 7  | Polonia (bandiera)    | C     | Mariusz Fornalczyk              |
| 8  | Croazia (bandiera)    | C     | Tonio Teklić                    |
| 10 | Spagna (bandiera)     | C     | Fran Álvarez                    |
| 13 | Kosovo (bandiera)     | D     | Dion Gallapeni                  |
| 14 | Spagna (bandiera)     | D     | Ricardo Visus                   |
| 16 | Danimarca (bandiera)  | C     | Peter Therkildsen               |
| 18 | Albania (bandiera)    | C     | Lindon Selahi                   |
| 19 | Polonia (bandiera)    | C     | Bartłomiej Pawłowski (capitano) |
| 20 | Polonia (bandiera)    | A     | Antoni Klukowski                |
| 24 | Grecia (bandiera)     | D     | Polydefkis Volanakis            |

| N. |                      | Ruolo | Calciatore           |
| -- | -------------------- | ----- | -------------------- |
| 25 | Rep. Ceca (bandiera) | C     | Marek Hanousek       |
| 31 | Polonia (bandiera)   | P     | Mikołaj Biegański    |
| 33 | Polonia (bandiera)   | P     | Jan Krzywański       |
| 41 | Polonia (bandiera)   | P     | Antoni Błocki        |
| 42 | Polonia (bandiera)   | A     | Kamil Andrzejkiewicz |
| 43 | Polonia (bandiera)   | C     | Leon Madej           |
| 46 | Polonia (bandiera)   | C     | Kuba Nawrocki        |
| 55 | Polonia (bandiera)   | C     | Szymon Czyż          |
| 57 | Nigeria (bandiera)   | A     | Samuel Akere         |
| 77 | Spagna (bandiera)    | A     | Ángel Baena          |
| 78 | Polonia (bandiera)   | C     | Kamil Cybulski       |
| 91 | Polonia (bandiera)   | D     | Marcel Krajewski     |
| 98 | Polonia (bandiera)   | P     | Maciej Kikolski      |
| 99 | Polonia (bandiera)   | A     | Sebastian Bergier    |
|    | Polonia (bandiera)   | A     | Hubert Sobol         |

## Giocatori celebri

### Giocatori del Widzew e della nazionale della Polonia

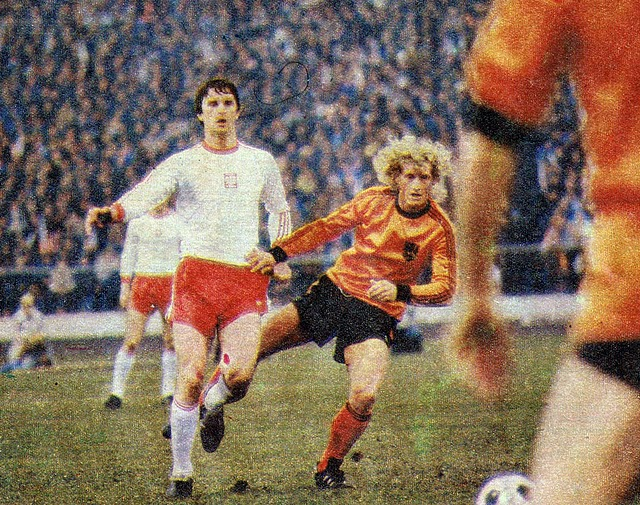
Władysław Żmuda con la maglia della Nazionale nel 1979

| - Arkadiusz Bąk - Jarosław Bieniuk - Tadeusz Błachno - Daniel Bogusz - Henryk Bolesta - Zbigniew Boniek - Adrian Budka - Stanisław Burzyński - Wiesław Cisek - Marek Citko - Ryszard Czerwiec - Jacek Dembiński - Dariusz Dziekanowski - Marek Dziuba - Dariusz Gęsior - Bartłomiej Grzelak |  | - Leszek Iwanicki - Paweł Janas - Waldemar Jaskulski - Piotr Kuklis - Tomasz Lisowski - Tomasz Łapiński - Sławomir Majak - Radosław Michalski - Józef Młynarczyk - Arkadiusz Onyszko - Kazimierz Przybyś - Patryk Rachwał - Marcin Robak - Rafał Siadaczka - Włodzimierz Smolarek - Michał Stasiak |  | - Maciej Szczęsny - Mirosław Szymkowiak - Tadeusz Świątek - Maciej Terlecki - Mirosław Tłokiński - Jakub Wawrzyniak - Artur Wichniarek - Jerzy Wijas - Paweł Wojtala - Andrzej Woźniak - Roman Wójcicki - Wiesław Wraga - Zbigniew Wyciszkiewicz - Marcin Zając - Władysław Żmuda |